# Östergötlands runinskrifter Fv1983;240
Ög Fv1983;240 är en vikingatida runsten av granit vid prästgården, Appuna socken och Mjölby kommun. 
Den är 160 cm hög, 100 cm bred och 37 cm tjock. På stenens sydvästra sida är en skadad runinskrift vilken följer stenens kant. Runorna är 10–11 cm höga. I mitten är ett kors. Runstenen hittades och fick sin nuvarande nuvarande plats 1948. Här och var på stenens vänstra smalsida finns rester av gammalt, petrifierat kalkbruk, vilket tillsammans med det faktum att stenen inte omnämns i äldre källor, leder till misstanken att den kan ha varit inmurad i Appuna gamla kyrka. Runorna är tydliga med undantag för de i partier där ristningsytan skadats.

## Inskriften
Translitterering av runraden:
+ tufi + karþi × uþ × þans- hftiʀ + tuli sua sa
Normalisering till runsvenska:
Tofi gærði oð(?) þanns[i]/þanns[a] æftiʀ Toli, sun sinn.
Översättning till nusvenska:
Tove gjorde detta vadställe (?) efter Tolir, sin son.